# فیرفکس (لس آنجلس)
فیرفکس، لس آنجلس (به انگلیسی: Fairfax District) یک محله لس‌آنجلس در کالیفرنیا است که در کالیفرنیا واقع شده‌است.